# 1904
1904. је била преступна година.

## Догађаји

### Јануар
- 25. јануар — У Београду је почео да излази дневни лист Политика.

### Фебруар
- 4. фебруар — Јапанска ратна морнарица је блокирала руску далекоисточну луку Порт Артур.
- 8. фебруар — Изненадним нападима торпедима на руске бродове у Порт Артуру које су извршили Јапанци почео је Руско-јапански рат.

### Март
- 31. март — Софијски споразум потписан је између Кнежевине Бугарске и Краљевине Србије Никола Пашић покушао је споразумом да заустави аустроугарски утицај.

### Април
- 8. април — У Лондону је потписан англо-француски споразум „Срдачна антанта“.

### Мај
- Битка на Шупљем камену

### Август
- 6. август— Кокошињски покољ  Злочин комита ВМРО-а над Србима у Македонији. Израз кокошињски покољ односи се на неколико злочина комита ВМРО-а. у околини Куманова и Кратова у периоду јул-октобар 1904. године. Злочине су извршиле чете ВМРО-а- под командом војвода Атанаса Бабате и Јордана Спасова.
- 10. август — Одиграла се битка у Жутом мору између руске и јапанске флоте током Руско-јапанског рата.

### Септембар
- 21. септембар — Петар I Карађорђевић је крунисан за краља Србије.

### Октобар
- 27. октобар — Пуштена је у рад прва линија Њујоршког метроа.

## Рођења

### Јануар
- 8. јануар — Карл Брант, немачки лекар, осуђен за ратне злочине
- 13. јануар — Сава Јеремић, српски фрулаш и солиста Радио Београда (†1989)
- 13. јануар — Сесил Битон, енглески фотограф, костимограф, сценограф (†1980)
- 15. јануар — Антонен Мањ, француски бициклиста. (†1983).
- 18. јануар — Кери Грант, амерички глумац енглеског порекла (†1986)

### Фебруар
- 2. фебруар — Вера Шнајдер, босанскохерцеговачка математичарка (прем. 1976)
- 11. фебруар — Лисил Рандон, најстарија жива особа у Европи и свету
- 27. фебруар — Андре Ледик, француски бициклиста (†1980).
- 29. фебруар — Јалу Курек, пољски песник, прозни писац и критичар (†1983)

### Март
- 4. март — Бахрија Нури-Хаџић, оперска певачица (†1993)
- 7. март — Рајнхард Хајдрих, немачки нацистички званичник
- 31. март — Ђорђе Андрејевић Кун, српски сликар (†1964)

### Април
- 22. април — Роберт Опенхајмер, амерички физичар (†1967)
- 24. април — Вилем де Кунинг, холандско-амерички сликар (†1997)

### Мај
- 11. мај — Салвадор Дали, надреалистички уметник, један од најзначајнијих уметника 20. века (†1989)
- 29. мај — Грег Толанд, амерички сниматељ и редитељ (†1948)

### Јун
- 2. јун — Џони Вајсмилер, амерички спортиста и глумац (†1984)
- 2. јун — Ернст Мајр, еволуциони биолог (†2005)
- 28. јун — Петар I Карађорђевић открио је Споменик косовским јунацима у Крушевцу

### Јул
- 2. јул — Рене Лакост, француски тенисер и бизнисмен, оснивач компаније Лакост (†1996
- 12. јул — Пабло Неруда, чилеански књижевник и добитник Нобелове награде за књижевност (†1973)
- 14. јул — Исак Башевис Сингер, амерички писац
- 14. јул — Владо Јанић Цапо, народни херој Југославије (†1991)
- 18. јул — Јелисавета Вељковић, суперстогодишњакиња, најстарија  особа у Србији (†2016)
- 28. јул — Селвин Лојд, британски правник и политичар (†1978)

### Август
- 4. август — Хелен Кејн, америчка певачица, послужила за модел Бети Буп.
- 12. август — Алексеј Николајевич, био је најмлађе дете руског цара Николаја II и Александре Фјордовне (†1918)

### Септембар
- 13. септембар — Гледис Џорџ, америчка глумица (†1954)
- 13. септембар — Умберто II, последњи краљ Италије (†1983)

### Новембар
- 16. новембар — Намди Азикиве, нигеријски политичар и први председник Нигерије (†1996)

### Децембар
- 10. децембар — Антоњин Новотни, комуниста и председник Чехословачке (†1975)
- 19. децембар — Никола Перваз, српски правник (†1977).

## Смрти

### Јануар
- 8. јануар — Феликс Каниц, мађарски путописац, археолог и етнолог. (*1829).

### Април
- 26. април — Димитрије Нешић, српски математичар, председник Српске краљевске академије. (*1836).

### Јул
- 15. јул — Антон Чехов, руски књижевник

## Нобелове награде
- Физика — Џон Вилијам Страт, 3. барон Рејли
- Хемија — Сер Вилијам Ремзи
- Медицина — Иван Петрович Павлов
- Књижевност — Фредерик Мистрал и Хосе Ечегарај и Еизагире
- Мир — Институт за међународно право (Белгија)
- Економија — Награда у овој области почела је да се додељује 1969. године